# Capitolio (estación)
Capitolio es una estación del Metro de Caracas, perteneciente a la Línea 1, inaugurada el 2 de enero de 1983.
Se ubica en la Avenida Universidad entre las esquinas de Pedrera (cruce con la Avenida Baralt) y la Bolsa. 
Su nombre se lo da el Palacio Federal Legislativo, la sede de la Asamblea Nacional de Venezuela.
Sirve además como transferencia a la estación El Silencio de la Línea 2, la cual a su vez es estación terminal de dicha línea.